# Visoka zdravstvena šola v Mariboru
Visoka zdravstvena šola (kratica VZŠ), s sedežem v Mariboru, je bivša visoka šola, članica Univerze v Mariboru.
Zadnja dekanica je bila red. prof. dr. Dušanka Mičetić - Turk, dr. med., spec. pediatrije, višja svetnica.
Leta 2007 je bila reorganizirana v Fakulteto za zdravstvene vede v Mariboru.